# Nouvelle Vision

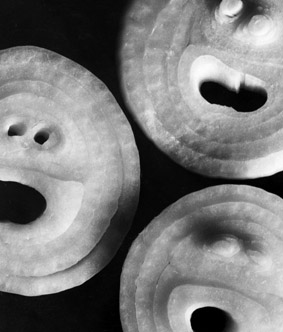
Masques de carnaval, ou trois oignons tranchés, par Elsa Thiemann, années 1930.

Nouvelle Vision, également connue sous le nom de Neues Sehen, New Vision ou Neue Optik, est un mouvement artistique, non spécifiquement limité à la photographie, qui a été développé dans les années 1920. Le mouvement était directement lié aux principes du Bauhaus. Neues Sehen considérait la photographie comme une pratique artistique autonome avec ses propres lois de composition et d'éclairage, par lesquelles l'objectif de l'appareil photo devient un second œil pour regarder le monde. Cette nouvelle façon de voir repose sur l'utilisation de cadrages inattendus, la recherche de contrastes dans la forme et la lumière, l'utilisation d'angles de caméra hauts et bas, etc. Le mouvement est contemporain de la Nouvelle objectivité avec laquelle il partage une défense de la photographie comme moyen d'expression artistique spécifique, bien que Neues Sehen privilégie l'expérimentation et l'utilisation de moyens techniques dans l'expression photographique.

## Histoire
Les années de l'entre-deux-guerres ont vu un changement important dans le domaine de la photographie. D'une part, il y a eu une réaction contre l'approche picturale ; d'autre part, il y a eu un regain d'intérêt pour les nouvelles formes d'expression artistique. Les trois principaux courants développés durant cette période sont le Neues Sehen, la Nouvelle Objectivité et la Photographie Directe. Tous ont favorisé la spécificité du médium photographique et sa séparation de la peinture. Ils se sont opposés aux associations photographiques qui s'efforçaient de préserver les modèles picturaux, les accusant d'être sans substance, d'avoir une vision étroite limitée à leurs propres hypothèses et de produire des images peu attrayantes et éloignées de la réalité.
Mais Neues Sehen a également été critiqué par les défenseurs de la photographie directe et de la Nouvelle Objectivité pour être trop expérimental, incohérent, et pour produire des photographies d'amateurs de faible niveau technique. Pour se défendre contre ces derniers, ils ont créé des classes de photographie pure à l'école du Bauhaus et ont évolué vers une objectivité toujours plus grande en photographie.
Le mouvement a été formé principalement par de jeunes constructivistes russes tels qu'Alexandre Rodtchenko et les professeurs du Bauhaus László Moholy-Nagy et Walter Peterhans. Parmi les étudiants du Bauhaus très influencés par les Neues Sehen, on trouve Elsa Thiemann (en), Ivana Tomljenović-Meller, Iwao Yamawaki, Erich Consemüller (en) et Andreas Feininger. L'épouse de Moholy-Nagy, Lucia Moholy, était également une photographe Neues Sehen réputée. Leurs ressources stylistiques comprenaient des angles inattendus, l'expérimentation de la lumière et des ombres pour produire de grandes zones sombres dans la photographie, l'utilisation du photomontage et du collage, et la composition photographique selon les principes stricts de perception du Bauhaus. La créativité était plus développée dans le sujet et dans la nouvelle façon d'interpréter l'image photographique.
Les œuvres sont généralement didactiques car elles obligent le spectateur à se confronter à des images qui ne sont pas facilement reconnaissables en tant qu'éléments de la réalité. Par conséquent, ce sont des œuvres de qualité inégale et de nature expérimentale.

## Film und Foto
L'exposition FIFO, organisée en 1929 par le Deutscher Werkbund à Stuttgart, est considérée comme la première grande exposition de photographie moderne européenne et américaine. Elle a été considérée comme une vitrine des idées artistiques de la Nouvelle Vision. Peu avant l'ouverture, à l'automne 1928, László Moholy-Nagy et Sigfried Giedion, qui étaient responsables de la salle principale de l'exposition, ont introduit un changement dans le programme initial et l'ont transformé en une représentation de la Nouvelle Vision.
L'exposition comprenait 1 200 œuvres de 191 artistes appartenant aux domaines du cinéma, de la peinture, de la photographie et des arts visuels en général, et peut être considérée comme l'aboutissement d'une production expérimentale réalisée avec ces médias. En Allemagne, elle a été considérée comme une rétrospective de ces domaines avant que l'esthétique rigide du régime nazi ne soit imposée.
La sélection des œuvres a été faite par plusieurs personnalités dont Moholy-Nagy, qui a été l'un des sélectionneurs de la photographie européenne, et Edward Weston, qui a été responsable de la section américaine. Parmi les artistes figuraient Germaine Krull, Berenice Abbott, Willi Baumeister, Marcel Duchamp, Hein Gorny, Hannah Höch, Eugène Atget, Man Ray, Alexandre Rodtchenko, Edward Steichen, Imogen Cunningham, Charles Sheeler et Brett Weston, entre autres. Les œuvres sélectionnées ont été caractérisées par des angles inattendus, comme les photographies prises par Willi Ruge depuis un parachute, l'utilisation du photomontage, etc. Après avoir vu l'exposition, le critique Franz Roh a écrit un essai intitulé Foto-Auge (Photo-oeil), affirmant que la photographie avait changé de manière définitive. La même année, l'exposition a été présentée à Zurich, Berlin, Dantzig et Vienne. En 1931, elle a été présentée à Tokyo et Osaka.

## Style photographique
L'apparition sur le marché d'appareils maniables, comme le Leica et le Rolleiflex, donne aux photographes une nouvelle liberté.
Abandonnant la prise de vue frontale et horizontale (le point de vue se situant à environ 1,20 m du sol) héritée du siècle précédent, ceux-ci peuvent adopter des angles inédits (plongée, contre-plongée, vision latérale), structurant et fragmentant le cliché par des diagonales dynamiques et des cadrages en plan rapproché.

## Photographes se situant dans le courant de laNouvelle vision
Liste non exhaustive
- Laure Albin Guillot
- Herbert Bayer
- Denise Bellon
- Blanc et Demilly
- Pierre Boucher
- Germaine Chaumel
- Yvonne Chevalier
- Nora Dumas
- Rémy Duval
- François Kollar
- Germaine Krull
- László Moholy-Nagy
- Alexandre Rodtchenko
- Umbo
- Piet Zwart